# Dermot Chichester, 7. Marquess of Donegall

Wappen des Marquess of Donegall

Dermot Richard Claud Chichester, 7. Marquess of Donegall LVO (* 18. April 1916; † 19. April 2007) war ein irischer Peer, Soldat und Großgrundbesitzer.

## Leben
Chichester war der zweite Sohn von Arthur Chichester, 4. Baron Templemore, und Clare Meriel Wingfield. Er besuchte die Harrow School in London und erhielt an der Royal Military Academy Sandhurst eine militärische Offiziersausbildung. Er diente bei den 7th Queen's Own Hussars. wurde er 1936 zum 2nd Lieutenant, 1939 zum Lieutenant und später zum Captain und 1944 zum Major befördert. Im Zweiten Weltkrieg war er in Nordafrika eingesetzt und geriet im November 1942 in Libyen in deutsche Kriegsgefangenschaft, aus der er im Juni 1944 in Italien fliehen konnte. 1949 schied er aus der British Army, diente aber noch einige Jahre bei der Leicestershire Yeomanry.
Da sein älterer Bruder Arthur Chichester im Dezember 1942 in Nordafrika gefallen war, erbte er beim Tod seines Vaters am 2. Oktober 1953 dessen Titel Baron Templemore, einschließlich des damit verbundenen erblichen Sitzes im House of Lords. Als am 24. Mai 1975 sein Onkel 4. Grades Edward Chichester, 6. Marquess of Donegall, kinderlos starb, erbte er auch dessen Adelstitel sowie das erbliche Amt des Lord High Admiral of Lough Neagh.
1966 wurde er Mitglied des Honourable Corps of Gentlemen at Arms und war von 1984 bis 1986 dessen Standartenträger. 1986 wurde er als Lieutenant in den Royal Victorian Order (LVO) aufgenommen. 1981 bis 1992 war er Großmeister der irischen Freimaurerloge (Grand Lodge of Ireland).
Im Rahmen des House of Lords Act verlor er 1999 seinen erblichen Parlamentssitz.

## Ehe und Kinder
Am 16. September 1946 heiratete er Lady Josceline Gabrielle Legge, Tochter von William Legge, 7. Earl of Dartmouth, und Lady Ruperta Wynn-Carington. Mit ihr hat er drei Kinder:
- Jennifer Evelyn Chichester (* 1949; † 2013)
- Arthur Patrick Chichester, 8. Marquess of Donegall (* 1952)
- Juliet Clare Chichester (* 1954)